# Anis Lounifi
Anis Lounifi (arabe : أنيس الونيفي), né le 7 janvier 1978, est un judoka tunisien.
Unique Africain à avoir décroché le titre de champion du monde de judo, il est élu au titre de sportif tunisien de l'année par la presse nationale en 2001.

## Palmarès

### Championnats du monde
- Médaille d'or (2001) : catégorie des moins de 60 kg
- Médaille de bronze (2003) : catégorie des moins de 60 kg

### Championnat d'Afrique
- Médaille d'or (2002) : catégorie des moins de 66 kg
- Médaille de bronze (2004)
- Médaille de bronze (2005)

### Jeux méditerranéens
- Médaille d'or (2001) : catégorie des moins de 60 kg

### Jeux africains
- Médaille d'argent (1999) : catégorie des moins de 66 kg

### Jeux arabes
- Médaille d'or (1999) : catégorie des moins de 60 kg

### Tournoi international de la ville de Tunis
- Médaille d'or (2000) : catégorie des moins de 60 kg
- Médaille d'or (2003) : catégorie des moins de 66 kg
- Médaille d'argent (1999) : catégorie des moins de 60 kg

### Tournois internationaux
- Médaille d'or (Tournoi de Niort 2005) : catégorie des moins de 66 kg
- Médaille de bronze (Tournoi de Bonn 2000) : catégorie des moins de 66 kg
- Médaille de bronze (Tournoi de Hanovre 2003) : catégorie des moins de 66 kg